# Droits de tirage spéciaux
Pour les articles homonymes, voir DTS.
Les droits de tirage spéciaux (DTS ; en anglais Special Drawing Rights, SDR), également au singulier, sont un instrument monétaire international créé par le FMI en juillet 1969 pour compléter les réserves officielles existantes des pays membres.
Le DTS est constitué d'un panier de devises réévalué tous les cinq ans, constitué depuis le 1er octobre 2016 des devises suivantes :
- le dollar américain ;
- l'euro ;
- la livre sterling ;
- le yen ;
- le yuan ou rénmínbì (RMB).

## Caractéristiques
Les DTS ont été principalement créés pour remplacer l'or monétaire dans les grandes transactions internationales. Étant donné que la quantité mondiale d'or est relativement fixe (car la quantité d'or produite compense quasiment la quantité consommée par la bijouterie et les ouvrages artistiques), et qu'au niveau mondial les économies de tous les membres du FMI prospèrent, il est apparu nécessaire d'accroître la quantité de l'unité de base ou du standard proportionnellement, ce qui était techniquement impossible selon une norme or (internationale) stricte. 
Outre son rôle comptable dans le commerce international, il permet d'éviter des va-et-vient de l'or métallique au travers des frontières pour solder les comptes nationaux (même si des conventions bilatérales permettent d'éviter le risque et les coûts de ce transport par des dépôts de réserve quasi permanents et garantis auprès de grandes banques centrales internationales).
Les DTS sont alloués aux pays membres proportionnellement à leur quote-part au FMI. Le DTS sert aussi d’unité de compte au FMI et à certains autres organismes internationaux.
Le DTS est aussi utilisé pour la dénomination de certains instruments financiers privés internationaux.
Les DTS ont le code XDR selon la norme internationale ISO 4217.
Néanmoins, le DTS n’est pas une devise à proprement parler. Le FMI n’est pas un émetteur et ne garantit pas les valeurs en DTS par ses propres réserves ; les fonds de réserves déposés au FMI par les États ne sont pas libellés en DTS mais dans chacune des devises composant le panier. Le DTS n’est pas lui-même coté. Depuis que l'or n'est plus la référence internationale, sa valeur est entièrement déterminée par calcul à partir de celle d'autres monnaies. La règle est de faire référence aux monnaies les plus utilisées dans les échanges internationaux : pendant longtemps, ce sont le dollar, l'euro, le yen et la livre sterling. Cette composition n'est pas intangible, mais le FMI impose que les monnaies de référence soient en permanence librement convertibles entre elles et liquides (cotées de façon continue, et disponibles à la vente comme à l’achat sur les marchés, sans limitation de montant) sur les grands marchés internationaux de capitaux (donc sans aucun contrôle des changes par leurs pays ou organismes multinationaux émetteurs). Cette liquidité voulue permet normalement de limiter les glissements brutaux de valeur du DTS, qui doit servir de référence stable pour toutes les autres devises, mais le FMI n’apporte aucune garantie (les conversions se font de gré à gré entre les participants, au cours des marchés).

## Utilisation comme référence par une caisse d'émission
Certains pays lient (ou ont lié) leur monnaie au DTS (par exemple actuellement le dinar libyen, et anciennement le franc burundais ou le nouveau lev bulgare lié ensuite au Deutsche Mark puis à l’euro). Ce type de liaison, par une caisse d'émission, permet au pays de rassurer les préteurs et de contrôler son inflation. Il résulte souvent d'un arrangement de redressement financier négocié avec le FMI. 
Ce type de politique monétaire ne peut réussir toutefois sans la confiance des sources de financement, ce qui implique l'application d'une gestion exemplaire des finances publiques, le respect des échéances de remboursement des capitaux empruntés et des intérêts, et la mise en œuvre de la transparence des comptes publics (ou même privés si le financement concerne des banques, entreprises et organisations à la recherche de financements). On peut l'appliquer avec une autre base que le DTS, mais contrairement aux autres unions monétaires, l'accès au financement via le FMI est ouvert à tous les pays du monde[pas clair].

## Composition
Le DTS est déterminé à partir d’un panier de monnaies majeures largement utilisées pour le commerce international et les marchés financiers. 
Jusqu'à l'intégration du yuan chinois au 1er octobre 2016, ce panier est constitué (dans l'ordre actuel de valeur relative dans la composition) du dollar des États-Unis, de l’euro, du yen japonais et de la livre sterling (cet ordre peut être modifié au gré des cours, seule la composition effective du panier en quotités de chaque devise étant fixée de façon stable).
Les quantités de chaque monnaie constituant un DTS sont déterminées en fonction de leur importance relative dans les échanges commerciaux internationaux et les transactions financières. La détermination des devises composantes est revue par le bureau exécutif du FMI tous les 5 ans.
La composition relative des réserves en dépôt au FMI dans les devises composant le panier est fluctuante au gré de chaque pays membre (qui cependant doit s’assurer que la valeur totale de leurs fonds en devises recalculées en DTS ne subisse pas de changements importants contraires à leurs engagements, puisque tout excès ou défaut dans la quotité attribuée produirait des intérêts) ; le FMI recalcule régulièrement la valeur correspondante en DTS des réserves de chaque pays pour attribuer leur taux de participation aux réserves mondiales, et leurs droits de vote (il intervient uniquement si des appels de capitaux ne trouvent pas satisfaction sur les marchés de capitaux libres, en offrant des lignes de crédit, qu’il peut financer sur la base des intérêts reçus pour les dettes déjà dues et payées par les autres pays membres, ou en utilisant exceptionnellement les réserves déposées au FMI et détenues par les pays membres, dont les droits seront alors réduits).

### 1969-1971
De sa création en 1969 jusqu'au 18 décembre 1971, un XDR vaut un dollar américain, soit 1/35 d'once d'or.

### 1971-1973
Du 18 décembre 1971 au 11 février 1973, un 1 XDR vaut un dollar américain, soit 1/38 d'once d'or.

### 1973-1974
Du 12 février 1973 au 30 juin 1974, un XDR vaut un dollar américain, soit 1/42,22 d'once d'or.

### 1974-1980
À partir de 1974, le XDR est constitué d'un panier de monnaies. Celui-ci contient initialement 16 monnaies. Du 1er juillet 1974 au 31 décembre 1980, un XDR est constitué de :
- 0,4 USD (32,6 %)
- 0,32 DEM (10,2 %)
- 0,05 GBP (9,7 %)
- 0,42 FRF (7,1 %)
- 52,0 ITL (6,6 %)
- 21,0 JPY (6,0 %)
- 0,07 CAD (5,9 %)
- 0,14 NLG (4,3 %)
- 1,6 BEF (3,5 %)
- 0,13 SAR (3,0 %)
- 1,5 ESP (2,1 %)
- 0,017 AUD (2,1 %)
- 0,11 SEK (2,1 %)
- 1,7 IRR (2,0 %)
- 0,1 NOK (1,5 %)
- 0,28 ATS (1,3 %)

### 1981-1985
En 1981, le panier de monnaies est réduit à 5 monnaies. Du 1er janvier 1981 au 31 décembre 1985, un XDR est constitué de :
- 0,540 USD (42 %)
- 0,460 DEM (19 %)
- 0,740 FRF (13 %)
- 34,0 JPY (13 %)
- 0,0710 GBP (13 %).

### 1986-1990
Du 1er janvier 1986 au 31 décembre 1990, un XDR est constitué de :
- 0,452 USD (42 %)
- 0,527 DEM (19 %)
- 1,020 FRF (12 %)
- 33,4 JPY (15 %)
- 0,0893 GBP (12 %).

### 1991-1995
Du 1er janvier 1986 au 31 décembre 1990, un XDR est constitué de :
- 0,572 USD (40 %)
- 0,453 DEM (21 %)
- 0,800 FRF (11 %)
- 31,8 JPY (17 %)
- 0,0812 GBP (11 %).

### 1996-1998
Du 1er janvier 1986 au 31 décembre 1990, un XDR est constitué de :
- 0,582 USD (39 %)
- 0,446 DEM (21 %)
- 0,813 FRF (11 %)
- 27,2 JPY (18 %)
- 0,1050 GBP (11 %).

### 1999-2000
Lors du passage à l'euro, cette monnaie remplace le mark allemand et le franc français dans la composition du XDR, réduisant le nombre de monnaies dans le panier à 4. Du 1er janvier 1999 au 31 décembre 2000, un XDR est ainsi constitué de, :
- 0,582 USD (39 %)
- 0,3519 EUR (32 %)
- 27,2 JPY (18 %)
- 0,1050 GBP (11 %).

### 2001-2005
Du 1er janvier 2001 au 31 décembre 2005, un XDR est constitué de :
- 0,5770 USD (44 %)
- 0,4260 EUR (31 %)
- 21,0 JPY (14 %)
- 0,0984 GBP (11 %).

### 2006-2010
En novembre 2005, le panier a été révisé en accroissant la part du dollar au détriment des trois autres devises (notamment sous l’effet accru des réserves chinoises en dollars, et des actifs en bons du trésor américains que détient la Chine, devenue la première banque américaine). Du 1er janvier 2006 au 31 décembre 2010, un XDR est constitué de, :
- 0,632 0 USD (44 %) ;
- 0,410 0 EUR (34 %) ;
- 18,4 JPY (11 %) ;
- 0,090 3 GBP (11 %).

Malgré ce nouveau panier, le poids relatif de l'euro (selon son cours) n’a cessé de monter au détriment des trois autres monnaies, mais le dollar reste cependant encore (à la fin de 2009), de très peu, la valeur la plus importante devant l'euro puis le yen (ce poids relatif s’est aussi accru par l’effet de l’adoption de l’euro par de nouveaux pays, ce qui a accru le poids des échanges internationaux dans cette devise, et devrait encore s’accroitre avec l’adoption de l’euro prévue par l’Estonie et la BCE le 1er janvier 2010).
La baisse continue du poids du dollar dans le DTS est largement due à la politique économique américaine, qui a massivement émis des dollars (sous forme d’émissions de bons du trésor) afin de financer les intérêts de sa dette croissante envers la Chine (qui continue cependant à acheter les émissions américaines pour garantir ses importants actifs actuels). Cette situation est critiquée par la Chine, qui voudrait ne plus utiliser le dollar comme monnaie de réserve, mais les DTS directement (avec des soutiens de poids, comme la Russie et plusieurs pays arabes du Golfe persique). La crise financière de 2009 a poussé la Chine à s’intéresser davantage aux émissions de devises dans les trois autres monnaies, pour diversifier ses réserves (et maintenir leur valeur relative en DTS déposées auprès du FMI), ce qui a permis de juguler partiellement la chute du dollar (mais la Chine a aussi apporté la plus grosse partie du financement du plan de redressement américain). En réponse à la crise financière, de très nombreux pays ont déjà diversifié leurs réserves en accroissant la part des fonds en euros déposés au FMI et entrant dans le calcul de leurs avoirs en DTS.

### 2011-2016
Le panier a été réévalué le 30 décembre 2010, avec effet au 1er janvier 2011. Du 1er janvier 2011 au 30 septembre 2016, un XDR est constitué de,,, :
- 0,660 USD (41,9 %) ;
- 0,423 EUR (37,4 %) ;
- 12,1 JPY (9,4 %) ;
- 0,111 GBP (11,3 %) ;

soit une valeur totale de 1,564 064 dollar selon les taux de change retenus le 27 janvier 2011.
Plusieurs des membres du FMI demandent une diversification accrue du panier de devises composant le DTS, même si la Chine d'une part, malgré son poids, hésite encore à y inclure le yuan (CNY) qui n’est pas encore une devise liquide sur les marchés internationaux de financements, et que les États-Unis d'autre part s'opposent fermement à la remise en cause de la prédominance du dollar dans le DTS. De plus, la plupart des autres devises ne sont pas aussi liquides et disponibles en quantité suffisante sur les marchés internationaux (ou bien sont soumises à un contrôle de change incompatible avec leur inclusion dans le panier, comme déjà évoqué pour le yuan).

### 2016-2022
Une nouvelle formule de pondération est adoptée le 30 novembre 2015 à la conclusion de la révision quinquennale de la méthode d’évaluation du DTS, avec effet au 1er octobre 2016. Le yuan chinois est alors ajouté au panier de monnaies.
| Pour des raisons techniques, il est temporairement impossible d'afficher le graphique qui aurait dû être présenté ici. |
| Source FMI |

Les pondérations respectives du dollar, de l’euro, du renminbi, du yen et de la livre étaient les suivantes : 41,73 %, 30,93 %, 10,92 %, 8,33 % et 8,09 %. Elles ont servi à déterminer les montants de chacune des cinq devises incluses dans le nouveau panier du DTS, qui est entré en vigueur le 1er octobre 2016 et qui contient, :
- 0,58252 USD ;
- 0,38671 EUR ;
- 1,0174 CNY ;
- 11,900 JPY ;
- 0,085946 GBP.

### Depuis 2022
Le panier de monnaies a été réévalué le 29 juillet 2022. Depuis le 1er août 2022, un XDR contient, :
- 0,57813 USD (43,38 %) ;
- 0,37379 EUR (29,31 %) ;
- 1,0993 CNY (12,28 %) ;
- 13,452 JPY (7,59 %);
- 0,080870 GBP (7,44 %).

La prochaine réévaluation devrait avoir lieu en 2027.

### Remarque générale
Avec les modifications du panier et les évolutions des taux de change, la valeur du DTS a fluctué depuis 1984 entre un maximum de 1,651 09 dollar (le 18 mars 2008) et un minimum de 0,950 401 dollar (le 6 mars 1985).

## Valeur
La valeur du DTS exprimée en dollars US est déterminée chaque jour par le FMI, en fonction du cours en dollars US des devises constituantes du panier, à midi sur le marché de Londres. Si la Bourse de Londres est fermée, les moyennes des cours d'achat et de vente sur le marché de New York sont utilisées ; si les deux marchés sont fermés, les taux de référence de la Banque centrale européenne sont utilisés. Son cours officiel actualisé au jour le jour est calculé et disponible auprès du FMI, il est repris par nombre de sites financiers.

### Exemple de calcul
En octobre 2005, le panier de devises composant un DTS contient :
- 0,577 0 USD,
  - le dollar US compte donc pour 0,577 0 USD dans la valeur du DTS ;
- 0,426 0 EUR (le 7 octobre, au cours de 1,214 70 USD pour 1 EUR),
  - l'euro compte donc pour 0,517 462 USD dans la valeur du DTS ;
- 21,000 JPY (le 7 octobre, au cours de 113,430 0 JPY pour 1 USD),
  - le yen compte donc pour 0,185 136 USD de la valeur du DTS ;
- 0,098 4 GBP (le 7 octobre, au cours de 1,767 40 USD pour 1 GBP),
  - la livre sterling compte donc pour 0,173 912 USD dans la valeur du DTS ;
- au total, le 7 octobre, le DTS est donc coté à 1,453 51 USD après arrondi à 6 chiffres significatifs (taux officiel),
  - (soit aussi le taux inversé non officiel de 0,687 990 DTS pour 1 USD).

De ce dernier taux, on en déduit la valeur du DTS dans les autres devises du panier, par triangulation via le dollar US :
- on a 1,214 70 USD pour 1 EUR le 7 octobre, donc on a aussi 0,835 701 DTS pour 1 EUR (ou inversé, 1,196 60 EUR pour 1 DTS).
- on a 0,008 816 USD pour 1 JPY le 7 octobre, donc on a aussi 0,006 065 DTS pour 1 JPY (ou inversé, 164,880 461 JPY pour 1 DTS).
- on a 1,767 40 USD pour 1 GBP le 7 octobre, donc on a aussi 1,215 953 DTS pour 1 GBP (ou inversé, 0,822 400 GBP pour 1 DTS)

## Taux d'intérêt directeur
La valeur du taux d'intérêt de base applicable aux échanges en DTS est calculée hebdomadairement. Elle oscille en fonction des taux directeurs d'intérêts des monnaies composantes, proportionnellement à leur poids dans la valeur du DTS et exprimés chacun en leur équivalent de tirage annuel sur un bon d'emprunt. Les taux retenus sont ceux du vendredi soir en clôture précédent chaque période. Si un taux n'est pas disponible pour un vendredi particulier, le taux retenu est le dernier taux connu pour les bons de la devise correspondante. Les taux directeurs retenus pour ce calcul sont :
- pour le dollar US, le taux d'intérêt des bons à trois mois du Trésor des États-Unis ;
- pour l'euro, le taux d'intérêt de l’Euribor à trois mois (Euro InterBank Offered Rate, ou taux d'offre interbancaire en euros) ;
- pour le yen, le taux d'intérêt des bons de financement à treize semaines du Gouvernement du Japon ;
- pour la livre sterling, le taux d'intérêt des bons à trois mois du Trésor du Royaume-Uni ;

Alors, pour chaque devise composante, le produit de la quotité de devises pour un DTS (fixée et révisée tous les 5 ans comme indiqué plus haut) par son taux de change pour un DTS (calculé chaque jour comme indiqué plus haut) et par son taux directeur (ci-dessus) le vendredi en clôture, détermine la part en DTS de l'intérêt annuel payé pour un DTS financé. La somme (arrondie à 2 décimales) de ces intérêts composites (alors exprimés en pourcentages) donne le taux d'intérêt total applicable pour la semaine commençant le lundi suivant.

### Exemple de calcul
Par exemple, du lundi 3 au dimanche 9 octobre 2005 inclus, les données retenues pour le calcul sont celles du vendredi 30 septembre 2005, où un DTS comprend :
- 0,577 0 USD (à 3,5500 % d'intérêt annuel le 30 septembre, 1 USD vaut aussi 0,689 91 DTS)
  - donc les intérêts dus sur le dollar comptent pour 1,413 2 DTS par an pour 100 DTS empruntés.
- 0,426 0 EUR (à 2,2062 % d'intérêt annuel le 30 septembre, 1 EUR vaut aussi 0,830 79 DTS)
  - donc les intérêts dus sur l'euro comptent pour 0,780 8 DTS par an pour 100 DTS empruntés.
- 21,000 0 JPY (à 0,0010 % d'intérêt annuel le 30 septembre, 1 JPY vaut aussi 0,006 097 3 DTS)
  - donc les intérêts dus sur le yen comptent pour 0,000 1 DTS par an pour 100 DTS empruntés.
- 0,098 4 GBP (à 4,4300 % d'intérêt annuel le 30 septembre, 1 GBP vaut aussi 1,218 59 DTS)
  - donc les intérêts dus sur la livre sterling comptent pour 0,531 2 DTS par an pour 100 DTS empruntés.
- Ainsi, le 30 octobre, le total des intérêts applicables aux emprunts en DTS est de 2,725 3 DTS par an pour 100 DTS empruntés,
  - cela donne un taux annuel final arrondi à 2,73 %.

On notera ici que le FMI ne fixe pas lui-même la politique monétaire en termes de taux d'intérêt, au contraire des banques centrales des monnaies composantes, mais dispose d'une possibilité assez limitée d'intervention sur le taux de base du DTS, en modifiant la composition du panier, à condition que ces monnaies soient davantage utilisées pour les règlements internationaux et rendues plus liquides. Par exemple, le FMI pourrait inclure éventuellement d'autres monnaies de réserve disposant de solides fonds de financement et dont les taux directeurs pourraient être jugés plus favorables pour les pays en développement qui appellent des financements du FMI (par exemple, dans l’ordre des contributeurs aux crédits alloués par le FMI, le rial saoudien, le dollar canadien, le franc suisse, la couronne suédoise, le dollar australien, voire plus tard le yuan renminbi chinois et la roupie indienne si leurs emprunts sont libéralisés et rendus liquides).